# Боланьос, Эрнан
Эрна́н Боланьос Ульоа (исп. Hernán Bolaños Ulloa; 20 марта 1912, Гранада, Никарагуа — 9 мая 1992, район Сан-Рафаэль, кантон Эскасу, Коста-Рика) — костариканский футболист, нападающий. Брат другого футболиста, Оскара Боланьоса. После завершения карьеры в футболе трудился послом в нескольких южноамериканских странах.

## Карьера
Эрнан Боланьос начал карьеру в костариканскои клубе «Универсидад де Коста-Рика». Оттуда в 1926 году он перешёл в «Орион». При этом футболист участвовал в первом официальном матче «Ориона», проведённого 29 апреля 1928 года против «Америки» (8:1). Также он играл за кубинский клуб «Фортуна». В 1931 году Боланьос стал игроком «Алахуэленсе». А годом позже возвратился в «Орион». В 1933 году форвард стал лучшим бомбардиром чемпионата Коста-Рики с 14 голами.
В 1933 году Боланьос стал игроком чилийского клуба «Аудакс Итальяно». Три года спустя он стал в её составе чемпионом страны и лучшим бомбардиром турнира. Годом позже «Аудакс» выиграл серебряные медали, а Боланьос вновь забил больше всех голов в первенстве страны. За эту команду Эрнан играл до 1940 года, когда перешёл сначала в «Универсидад де Чили», а затем в «Универсидад Католика». В 1940 году Боланьос возвратился в Чили, вновь став игроком «Ориона». Там он спустя три года завершил карьеру.
Боланьос выступал за сборную Коста-Рики. В её составе он в 1930 году выиграл серебряную медаль на чемпионате Центральной Америки и Карибских островов. Это же достижение он повторил в 1938 году. За костариканскую команду Эрнан провёл девять матчей, забив 9 голов. За сборную Чили Боланьос провёл два матча. Оба — на Кубок президента Чили в марте 1940 года против Аргентины.
После завершения игровой карьеры, Боланьос трудился тренером, возглавляя с 1946 по 1948 год сборную Коста-Рики, с которой выиграл два чемпионата Центральной Америки и Карибских островов. Одновременно он работал по основной профессии хирурга-дантиста. Кроме того дважды, с 1958 по 1962 и с 1966 по 1967 Боланьос являлся послом Коста-Рики в Чили. А также c 27 ноября 1968 по 4 февраля 1970 года был послом в Бразилии, плюс трудился в этой должности в Перу.

## Достижения

### Как игрок

#### Командные
- Чемпион Чили: 1936

#### Личные
- Лучший бомбардир чемпионата Коста-Рики: 1932 (14 голов)
- Лучший бомбардир чемпионата Чили: 1936 (14 голов), 1937 (16 голов)

### Как тренер
- Чемпион Центральной Америки и Карибских островов: 1946, 1948